# Aische-en-Refail
Aische-en-Refail [ɛʃɑ̃ʁəfaj] (en wallon Ache) est une section de la commune belge d'Éghezée située en Région wallonne dans la province de Namur.
C'était une commune à part entière avant la fusion des communes de 1977.

## Évolution démographique
- Source: DGS, 1831 à 1970=recensements population, 1976= habitants au 31 décembre

## Histoire

### Bien de l'abbaye de Lobbes auIXesiècle
Ascur ou Asca — c'est-à-dire Aische-en-Refail avec cinq autres localités du pagus de Hesbaye — est une des 43 localités citées dans le polyptyque ou pouillé de l’abbaye de Lobbes en 868-869 — ordonné par le roi carolingien Lothaire II (855-869) —  pour récupérer les biens dispersés par un intrus.
Un témoin contemporain du tremblement de terre de 1755
Fin 1755, un tremblement de terre — suivi d’un tsunami — détruisit la ville de Lisbonne faisant 50 000 victimes. Rares sont les attestations à l’époque dans nos régions ; cependant, on cite le témoignage intéressant d’un certain Jacquemin, cultivateur à Aische-en-Refail : "Du tremblement de terre du 1er novembre 1755; les secousses ont duré huit minutes."
M. Pierre Alexandre, chef de travaux à l’Observatoire Royal de Belgique, mentionne en outre plusieurs témoignages contemporains dont l’un à Lille (département du Nord) : le médecin Boucher signale qu’ "on aperçut dans notre petite rivière de la Deule un mouvement extraordinaire : on assure qu'en quelques endroits les eaux se sont partagées, ayant été poussées vers la rive, et que l'on a vu à découvert le fond de la rivière".

## Patrimoine et culture

### Patrimoine architectural
- Château et ferme d'Aische. Le château est cité dès 1289, ancienne seigneurie dont la première mention remonte à 1577, date à laquelle Philippe de Huy en hérite de son père. L'ensemble est racheté par Aloys du Bois le 3 mars 1648 dont une des descendances a épousé en 1755, Simon-Charles de Neuf, qui a fais des aménagements au XVIIIe siècle[5]
- Chapelle de la Croix-Monet et ancienne maison du chapelain de 1717, la chapelle dédiée à Sainte-Philomène fut offerte par Loys du Bois, seigneur du lieu, en remerciement d'une guérison[6].
- Chapelle Notre-Dame du Bon Secours, située derrière le château d'Aische, daté de 1749 à la base[7].
- Le Manoir de Là-Bas avec la ferme date du XVIIIe siècle et le château du début du XXe siècle, cités comme propriété de la famille de Vaulx au XVe siècle et appartenant à la fin du XVIIIe siècle aux Posson[8].
- Église Saint-Joseph de 1887 en style néo-roman[5].
- Ferme de la Bawette du début du XVIIe siècle avec deux tours d'angle en briques avec arquebusières. Etais le manoir fortifié des fiefs d'Ansolville, dépendant de la seigneurie de Walhain au XIVe siècle et de la propriété de Jean Alowygny. Aux XVIe et XVIIe siècles des La Bawette, qui passa par alliance aux Waha, Lambillon, le Ratz de Brogniez et de Wooz de Lisbonne au XIXe siècle[9].

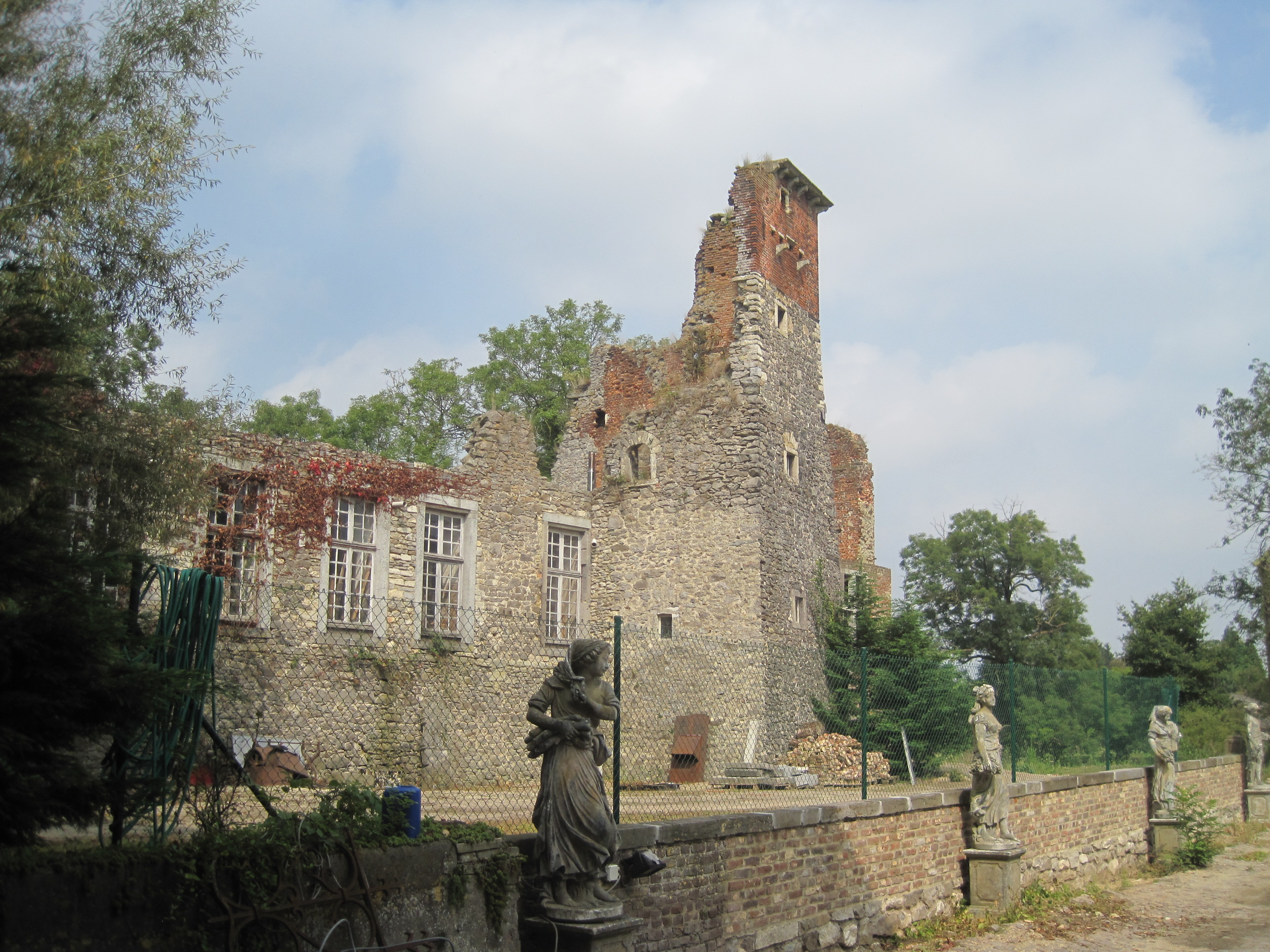
Château d'Aische
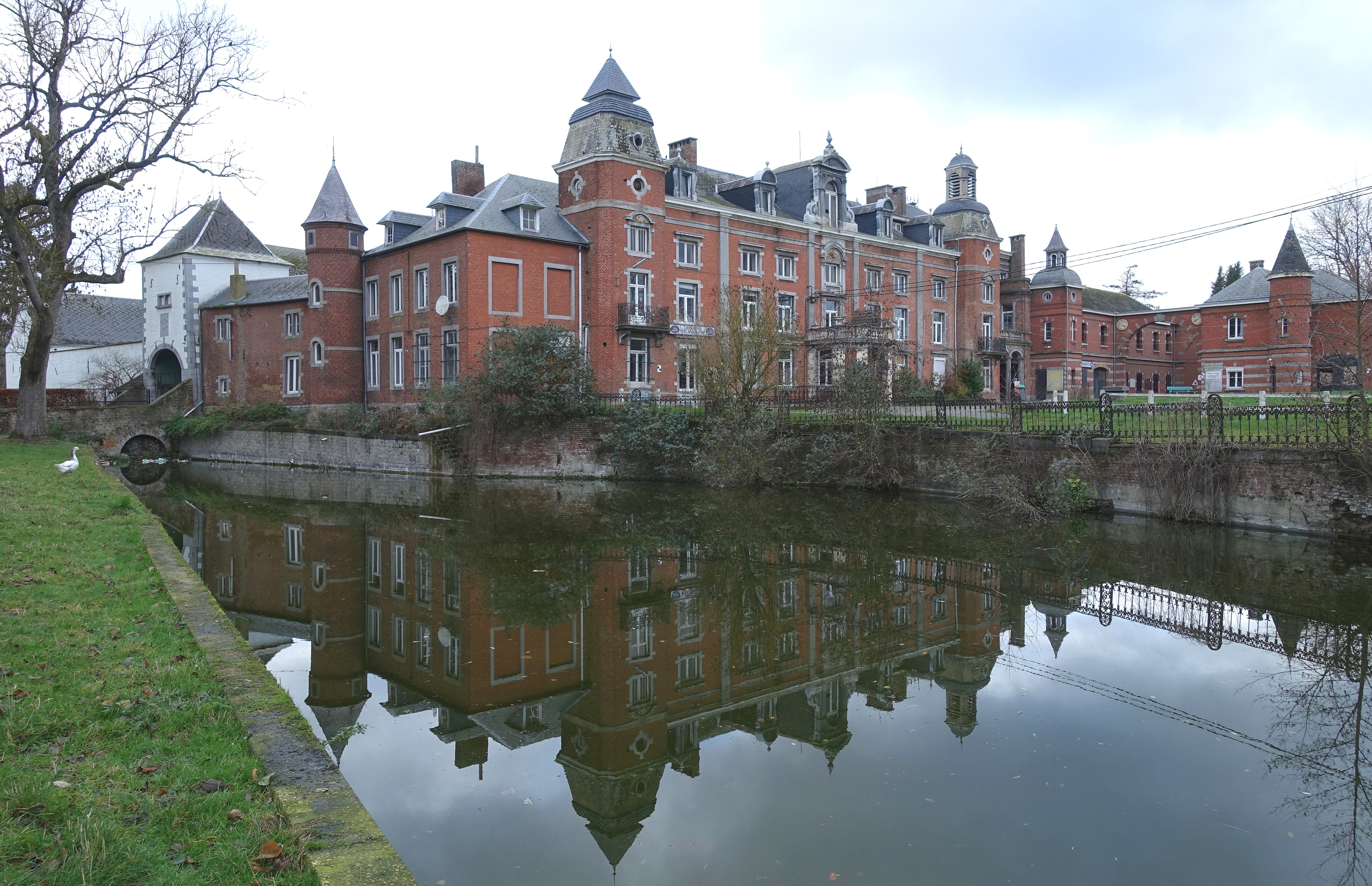
Ferme et manoir de Là-Bas
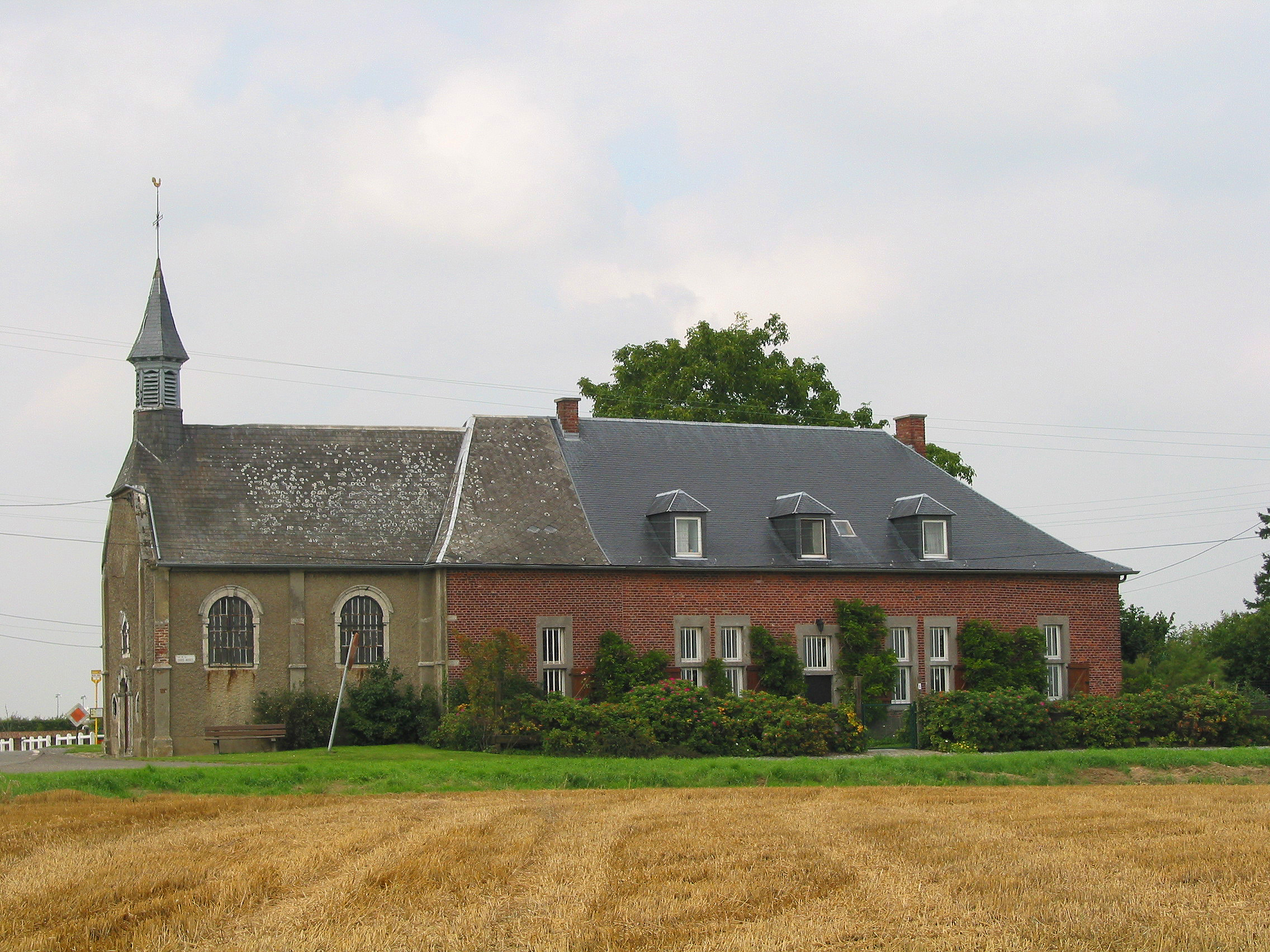
La chapelle de la Croix-Monet.

## Personnalités liées à la commune
- Paul Boillet, maire de Cantin dans le Nord en France de 1947 à 1977 et conseiller général du canton d'Arleux de 1949 à 1973, est né à Aische-en-Refail le 12 mars 1918[10]